# Chiesa di Sant'Andrea Apostolo (Ceto)
La chiesa di Sant'Andrea Apostolo è la parrocchiale di Ceto, in provincia e diocesi di Brescia; fa parte della zona pastorale della Media Val Camonica.

## Storia
Probabilmente l'originaria cappella di Ceto, fondata forse dai monaci bresciani di San Faustino, esisteva almeno all'XI secolo, anche se la prima citazione che ne certifica l'esistenza risale al 1299 ed è contenuta in un atto in cui è menzionata l'ecclesia S.cti Andreae Ceti.
Nel 1708, grazie all'interessamento di don Giovanni Battista Fostinelli, iniziarono i lavori di costruzione della nuova chiesa, disegnata dal comasco Francesco Spazzi; i figli di quest'ultimo, Antonio e Bartolomeo, ultimarono l'edificio nel 1732, mentre la consacrazione venne poi celebrata il 1º settembre 1743 da monsignor Andrea Duranti su delega del vescovo di Brescia Angelo Maria Querini.
La cella campanaria fu interessata da un intervento di rifacimento nel 1927 e negli anni ottanta, in ossequio alle norme postconciliari, si provvide a dotare la chiesa dell'ambone e dell'altare rivolto verso l'assemblea.

## Descrizione

### Esterno
La barocca facciata a capanna della chiesa, rivolta a ponente e suddivisa da una cornice marcapiano modanata in due registri, entrambi scanditi da lesene e abbelliti da specchiature, presenta in quello inferiore il portale d'ingresso, sormontato dal timpano semicircolare, e in quello superiore, che è coronato dal frontone curvilineo, una finestra rettangolare.
Annesso alla parrocchiale è il campanile a base quadrata, la cui cella presenta su ogni lato una monofora ed è coronata da merli in stile ghibellino.

### Interno
L'interno dell'edificio si compone di un'unica navata, sulla quale si affacciano le cappelle laterali e le cui pareti sono scandite da lesene sorreggenti il cornicione aggettante sopra cui s'imposta la volta a botte; al termine dell'aula si sviluppa il presbiterio a pianta rettangolare, coperto dalla volta a vela.
Qui sono conservate diverse opere di pregio, tra le quali la pala con soggetto il Martirio di Sant'Andrea, eseguito da Bartolomeo Litterini nel 1737, la tela ritraente la Vergine assieme a dei Santi, risalenti al XVIII secolo, e gli affreschi raffiguranti la Madonna con Bambino e i Santi Isaia e Davide.